# Trafoturm Höhnstedt

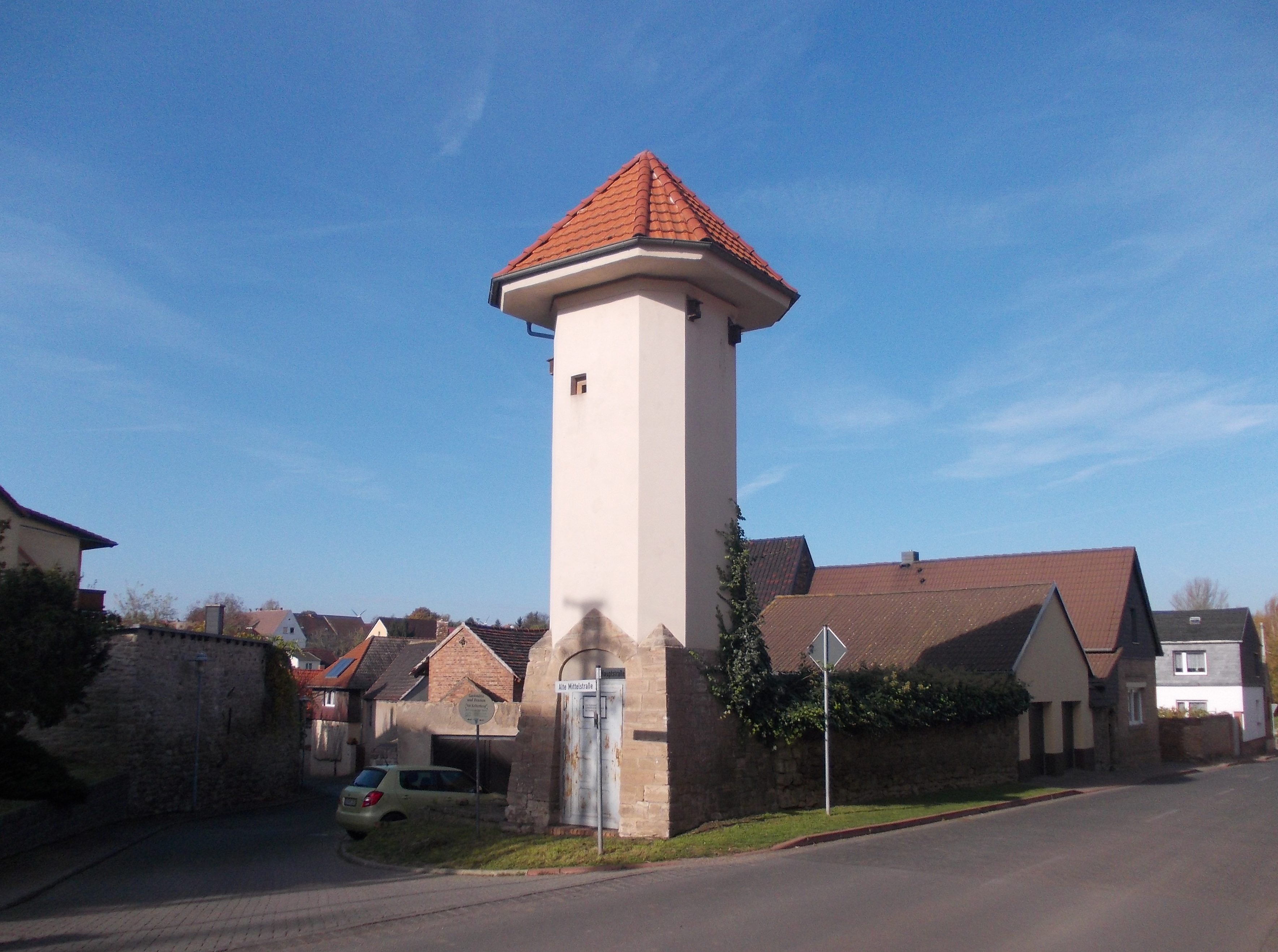
Trafoturm in Höhnstedt

Der Trafoturm Höhnstedt ist eine denkmalgeschützte ehemalige Transformatorenstation im Ortsteil Höhnstedt der Gemeinde Salzatal in Sachsen-Anhalt. Im örtlichen Denkmalverzeichnis ist er unter der Erfassungsnummer 094 55228 als Baudenkmal verzeichnet.
Die 1925 errichtet Transformatorenstation in Form eines Turmes befindet sich an der Kreuzung Hauptstraße und Alte Mittelstraße in Höhnstedt. Der Turm hat einen quadratischen Unterbau und einen achteckigen Turmschaft mit einer darauf aufgesetzten Haube.